# Brożówka
Brożówka (deutsch Gansenstein) ist ein Ort in der polnischen Woiwodschaft Ermland-Masuren, der zur Landgemeinde Kruklanki (Kruglanken) im Powiat Giżycki (Kreis Lötzen) gehört.

## Geographische Lage
Brożówka liegt am Ostufer vom Büffkesee (polnisch Jezioro Brożówka) im nördlichen Osten der Woiwodschaft Ermland-Masuren. Bis zur früheren Kreisstadt Angerburg (polnisch Węgorzewo) sind es 20 Kilometer in nordwestlicher Richtung. Die heutige Kreisstadt Giżycko (Lötzen) ist 14 Kilometer in südwestlicher Richtung entfernt.

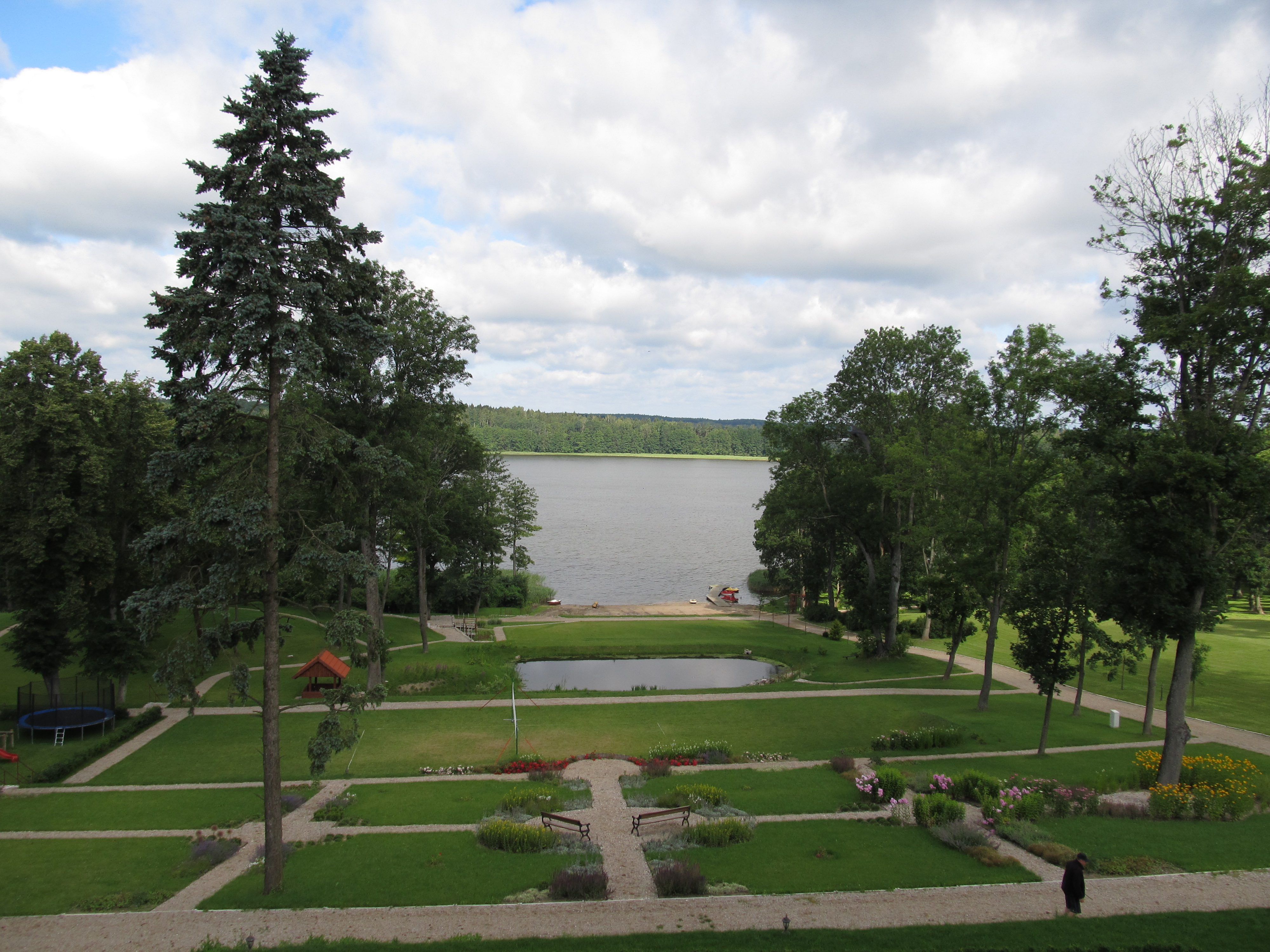
Blick vom alten Gutspark auf den See in Brożówka (Gansenstein)

## Geschichte
Das früher Brzosowken und nach 1785 Gansenstein genannte Dorf erfuhr im Jahre 1562 seine Gründung. In dem Jahr nämlich verlieh Herzog Albrecht seinem Obersekretär Balthasar Gans ein Stück Wald im Amt Angerburg von 6 1⁄2 Hufen. Die Familie Gans war erster Besitzer des Gutes mit seinem großen Park am Seeufer – bis 1710, als der letzte Erbe an der Pest starb und damit das Geschlecht erlosch. 1716 übernahm Domänendirektor Wilhelm von der Groeben Gansenstein (mit Regulowken - polnisch Regułówka). Danach fand es bis 1945 zahlreiche unterschiedliche Eigentümer.
Im Jahr 1874 wurde Gansenstein in den neu errichteten Amtsbezirk Jesziorowsken (polnisch Jeziorowskie) eingegliedert, der – 1927 in Amtsbezirk Seehausen umbenannt – zum Kreis Angerburg im Regierungsbezirk Gumbinnen der preußischen Provinz Ostpreußen gehörte.
Im Jahre 1910 zählte das Gutsdorf Gansenstein mit seinen Ortschaften Bahnhof Gansenstein, Forsthaus Gansenstein, Gansenstein Mühle und Hopfental (bis 1905 Milchbude, polnisch Chmielewo) insgesamt 239 Einwohner. Am 1. Juli 1914 wurde ein 0,5364 Hektar großes Areal des Gutsbezirks Gansenstein in den Gutsbezirk Siewken (polnisch Żywki) im gleichnamigen Amtsbezirk umgegliedert.
Am 30. September 1928 schließlich gab Gansenstein seine Eigenständigkeit auf und wurde in die Landgemeinde Kruglanken im gleichnamigen Amtsbezirk eingegliedert.

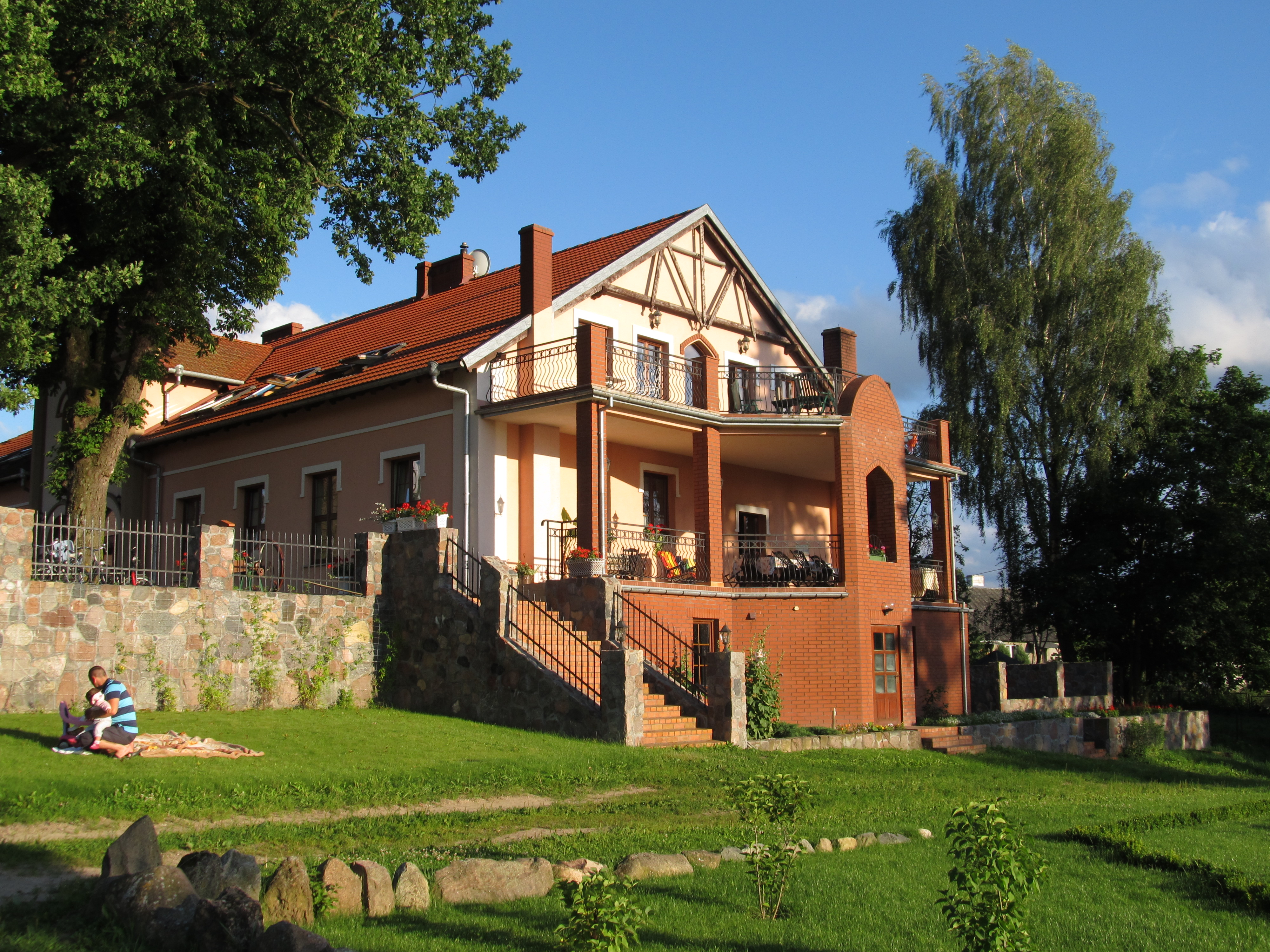
Das ehemalige Gutshaus Gansenstein in Brożówka

Zur Zeit des Führerhauptquartiers im Zweiten Weltkrieg nutzte Heinrich Himmler das Gutshaus in Gansenstein für seine Aufenthalte. Hier soll damals auch der Führer der polnischen Armee, Stefan Rowecki (Tarnname: Grot) 1943 nach seiner Verhaftung durch die Gestapo gefangen gehalten worden sein.
In Folge des Zweiten Weltkrieges kam Gansenstein 1945 mit dem südlichen Ostpreußen zu Polen und erhielt im Rückbezug auf den historischen Namen Brosowken die polnische Ortsbezeichnung Brożówka. Das Dorf wurde wieder verselbständigt und ist heute Sitz eines den Nachbarort Chmielewo (Hopfental) mit einbeziehenden Schulzenamtes (polnisch sołectwo) im Verbund der Landgemeinde Kruklanki (Kruglanken) im Powiat Giżycki (Kreis Lötzen), vor 1998 zur Woiwodschaft Suwałki, seither zur Woiwodschaft Ermland-Masuren gehörend.

## Religionen
Bis 1945 war Gansenstein mit seinen Ortsteilen in die evangelische Kirche Kruglanken in der Kirchenprovinz Ostpreußen der Evangelischen Kirche der Altpreußischen Union sowie in die katholische Kirche St. Bruno in Lötzen (polnisch Giżycko) im Bistum Ermland eingepfarrt.
Heute gehört Brożówka zur katholischen Pfarrei Kruklanki im Bistum Ełk (Lyck) der Römisch-katholischen Kirche in Polen bzw. zur evangelischen Pfarrei Giżycko in der Diözese Masuren der Evangelisch-Augsburgischen Kirche in Polen.

## Evangelischer Friedhof

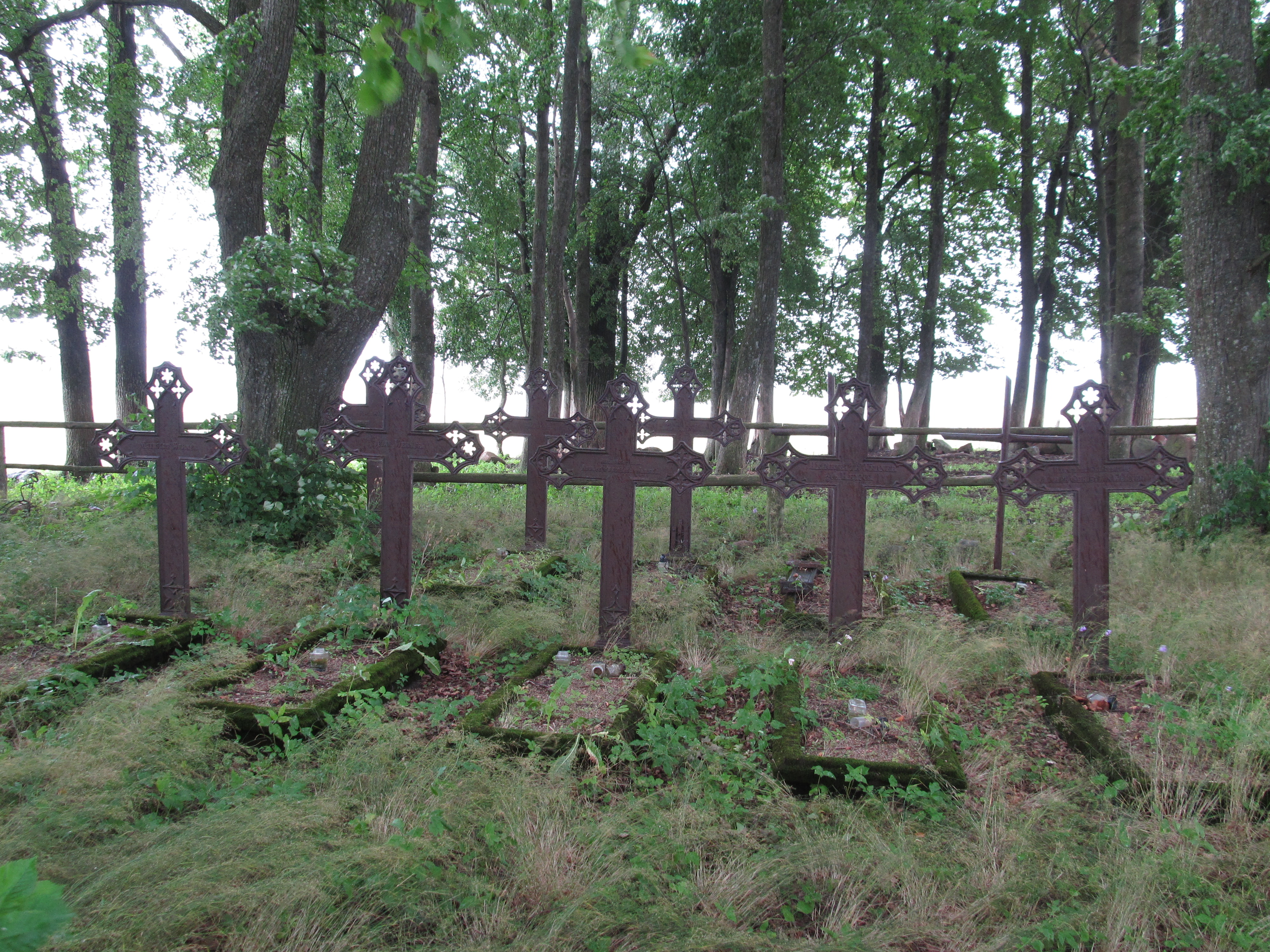
Gräber auf dem alten Gansensteiner Friedhof in Brożówka

In Brożówka existiert noch der alte evangelische Friedhof (polnisch cmentarze wangelicki) aus der Zeit Gansensteins mit Grabkreuzen und -steinen aus der ehemaligen Zeit. In Sachen Pflege der Friedhofsanlage gibt es keine Regelung.

## Söhne des Ortes
- Johann Ludwig von Grünberg (* im September 1726 in Gansenstein), königlich-preußischer Offizier, Generalmajor († 1799)

## Verkehr
Brożówka liegt ein wenig abseits vom Verkehrsgeschehen an einer Nebenstraße, die Kruklanki (Kruglanken) mit dem bereits in der Gmina Węgorzewo gelegenen Dorf Jakunówko (Jakunowken, 1938–1945 Jakunen) verbindet. Außerdem besteht eine Landwegverbindung von und nach Żywki (Siewken).
Zwischen 1908 und 1945 war Gansenstein Bahnstation an der Bahnstrecke Kruglanken–Marggrabowa (Oletzko)/Treuburg. Sie wurde nach dem Krieg nicht mehr aktiviert. Nach 1945 hieß die Bahnstation polnisch Żywki.